# Thysanocraspeda inornata
Thysanocraspeda inornata is een vlinder uit de familie van de uraniavlinders (Uraniidae). De wetenschappelijke naam van de soort is voor het eerst geldig gepubliceerd in 1904 door Warren.